# Cortinarius cyanites
Cortinarius cyanites (Elias Magnus Fries, 1838) din încrengătura Basidiomycota în familia Cortinariaceae și de genul Cortinarius, este o  ciupercă necomestibilă destul de rară care coabitează, fiind un  simbiont micoriza (formează micorize pe rădăcinile arborilor). Un nume popular nu este cunoscut. Buretele trăiește în România, Basarabia și Bucovina de Nord în grupuri mici pe terenuri calcaroase prin locuri ierboase și erbacee în păduri de foioase și  mixte, cu predelictie sub fagi. Apare de la câmpie la munte din (iulie) august până în octombrie ( noiembrie).

## Taxonomie

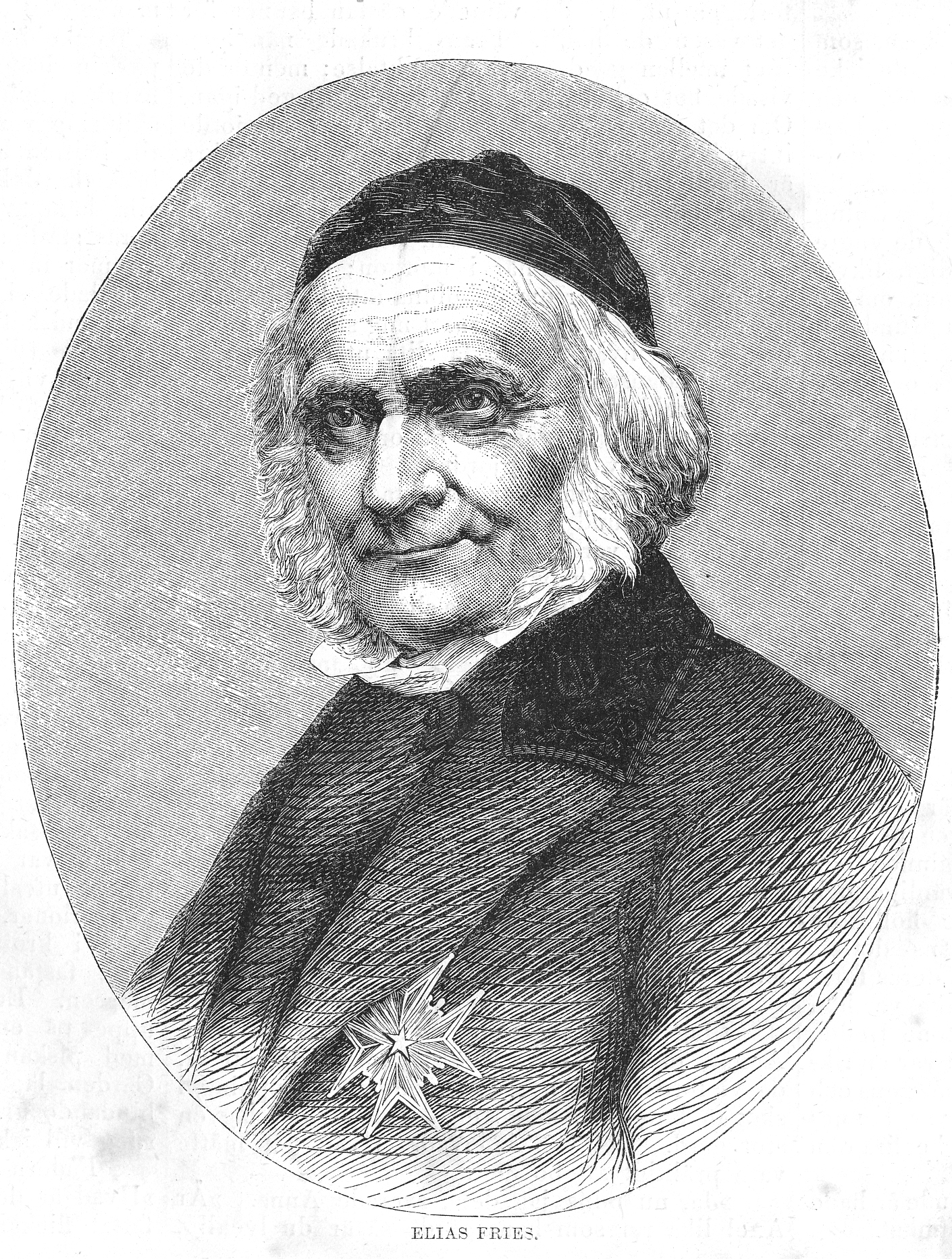
Elias Fries

Numele binomial a fost determinat sub numele și curent valabil (2021) de marele savant suedez Elias Magnus Fries, de verificat în cartea sa Epicrisis systematis mycologici, seu synopsis hymenomycetum din 1838.
Denumirea Gomphos cyanites a lui Otto Kuntze din 1898  și Cyanicium cyanites a micologului francez Marcel Locquin (1922-2009) din 1979, ambele bazând pe descrierea lui Fries precum variațiile Phlegmacium cyanites var. brevisporum (M.M.Moser, 1960) și Cortinarius cyanites var. brevisporus a botanistului italian Livio Quadraccia (1958-1993) din 1985, conținând transferul la genul Cortinarius, sunt acceptat drept sinonime.
Alte încercări de redenumire nu sunt cunoscute.
Epitetul specific este derivat din cuvântul de limba greacă veche (greacă veche κυάνεος=albastru închis, albastru negricios), datorită aspectului piciorului precum al decolorării cărnii.

## Descriere

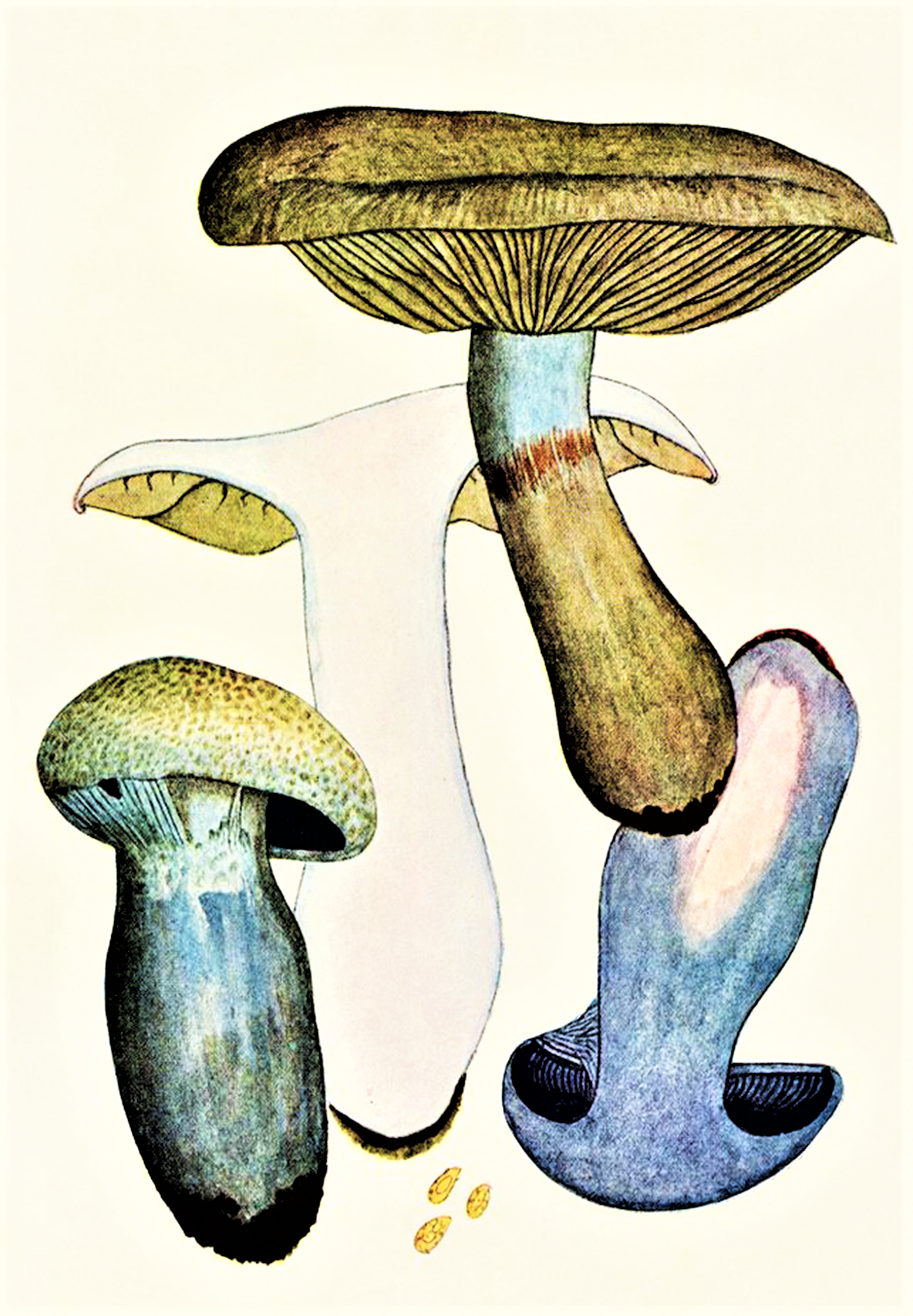
Bresadola - Cortinarius cyanites

- Pălăria: cărnoasă are un diametru între 5 și 9 (11) cm, este la început boltită emisferic cu marginile răsucite înspre interior, dar devine în scurt timp convexă și apoi plată cu centrul slab adâncit. Cuticula uscată, dar unsuroasă la umezeală este netedă, în mijloc fin pâsloasă și spre margine încrustat fibroasă radial, la bătrânețe golașă. Coloritul variază, el poate fi deschis gri-maroniu, palid gri-violet, gri-albăstrui, brun-liliaceu până brun-măsliniu închis, mai presus de toate în vârstă.
- Lamelele: sunt subțiri și destul de aglomerate, puțin bombate, intercalate și ocazional bifurcate precum aderate la picior, fiind învăluite la început de o cortină de un gri palid până gri-măsliniu, rest al vălului parțial. Coloritul, mai întâi puternic albastru, se schimbă cu avansarea în vârstă, devenind brun-violet, la bătrânețe cu nuanțe ruginii.
- Piciorul: de 6-8 cm lungime și de 1-1,5 (2) cm lățime este solid, fibros longitudinal, suculent, aproape apos, mai mult sau mai puțin cilindric cu baza preponderent bulboasă (până la 3 cm) și plin pe dinăuntru. Suprafața netedă, ocazional presărată cu puțini solzișori fini maronii, este lipicioasă și lucioasă Coloritul, spre bază brun închis și spre vârf albicios cu nuanțe violacee, variază între albăstrui și violet-albastru. Înroșește după apăsare. Nu prezintă un inel.
- Carnea: compactă este albicios-albăstruie până gri-albastră, în picior albastru-violet, care se decolorează odată tăiată la contact cu aerul treptat roz până roșiatic deschis (la bază mai puternic). Mirosul este neremarcabil până puțin dulcișor, la bătrânețe asemănător unei șunci uscată la aer, gustul fiind amar și ceva astringent.
- Caracteristici microscopice: are spori ocru-gălbui, alungit elipsoidali și fin verucoși, cu una sau mai multe picături uleioase pe dinăuntru, măsurând 9-10 (11) x 5-6 (7)microni. Pulberea lor este ruginie. Basidiile clavate cu 4 sterigme fiecare măsoară 30-35 x 9-10 microni.[11] Stratul pileal este format exclusiv din hife subțiri, înguste, de aproximativ 3-6 (7) µm grosime, ale căror membrane tind să devină mucoase. Trama lamelară este alcătuită din hife groase de 8-16 (20) µm lățime, fiind depozitate într-o poziție regulară sau cel mult foarte slab amestecată. Stratul subhimenial este compus din hife subțiri de 3-6 µm.[12]
- Reacții chimice: carnea se decolorează cu hidroxid de potasiu brun-măsliniu (cuticula însă cu rezultat negativ) și cu lugol galben-portocaliu.[13]

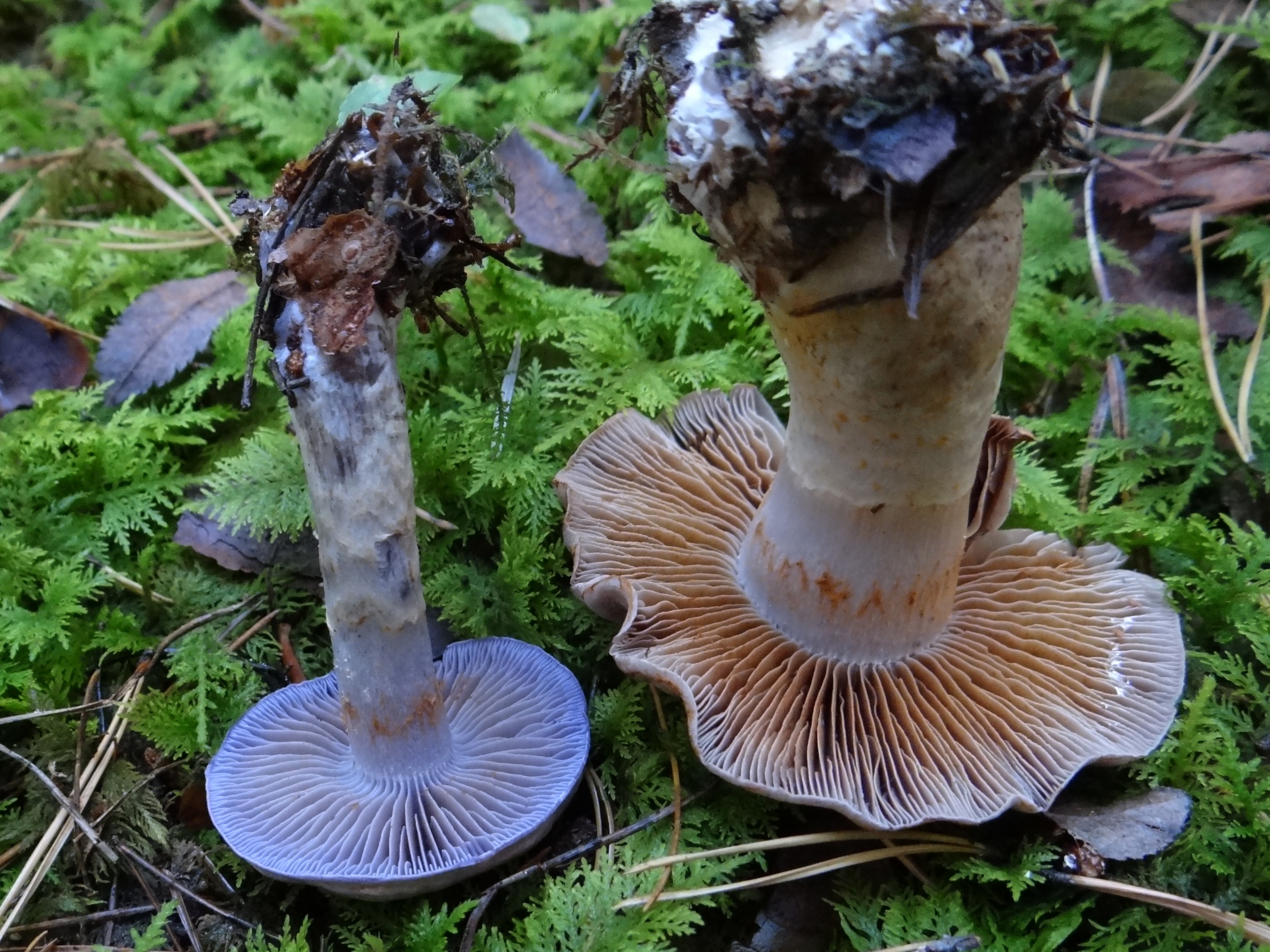
C. cyanites, lamele și picior: tânăr - bătrân
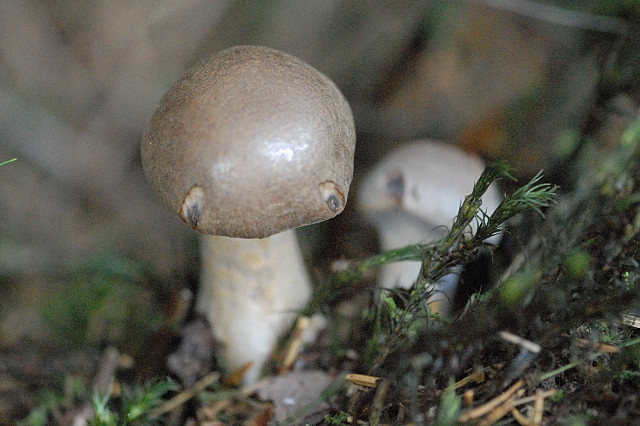
C. cyanites tineri
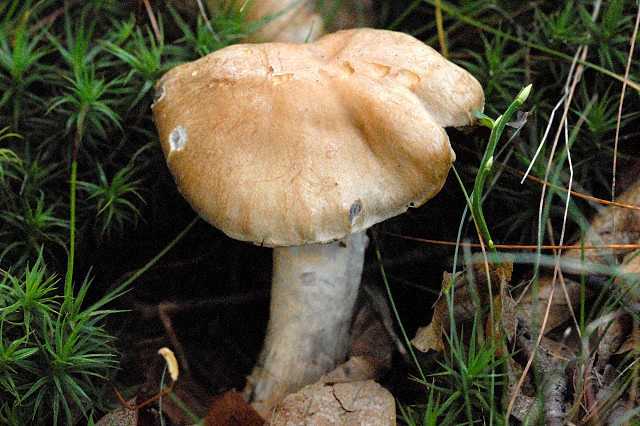
C. cyanites, variație mai deschisă

## Confuzii
Cortinarius cyanites poate fi confundat de exemplu cu: Clitocybe nebularis, (limitat comestibilă) Cortinarius alboviolaceus (necomestibil, în tinerețe cu lamele gri-violete, miros și gust de cartofi cruzi), Cortinarius caerulescens (necomestibil), Cortinarius camphoratus (necomestibil), Cortinarius cumatilis (comestibil), Cortinarius dibaphus (necomestibil), Cortinarius epipoleus (necomestibil ), Cortinarius glaucopus (comestibil), Cortinarius iodes (comestibil, cu cuticulă mucoasă, în tinerețe cu lamele violete, carnea fiind albă, miros și gust neostentativ), Cortinarius malachius (necomestibil), Cortinarius purpurascens (comestibil), Cortinarius salor (comestibil, cu cuticulă mucoasă, în tinerețe cu lamele violete, carnea fiind albicioasă până gri-brună cu nuanțe de albastru, miros și gust neostentativ), Cortinarius traganus (otrăvitor), Cortinarius violaceus (comestibil, pălăria, lamelele și carnea albastru-violet, miros de lemn de cedru și gust plăcut), Cortinarius variicolor (necomestibil (pălărie mai întâi de culoare lila-violet, trecând repede la maroniu, coloritul lamelelor mai întâi gri-albăstrui, apoi brun de scorțișoară, miros de pământ), respectiv Lepista glaucocana (comestibilă, cuticulă gri-albăstruie, lamele gri-violete sau roze, miros pământos), Lepista nuda (comestibilă, cu cuticulă brun-violetă, picior violet-cenușiu, carne roz-violacee; miros parfumat ca de viorele și gust destul de plăcut) Lepista personata (comestibilă, pălărie pal gri-maronie, lamele albuie până gri-albăstruie, miros plăcut), sau cu Lepista sordida (comestibilă, mai mică și de colorit mai deschis, miros tare aromatic, ceva de pământ, câteodată de cianură).

## Specii asemănătoare în imagini

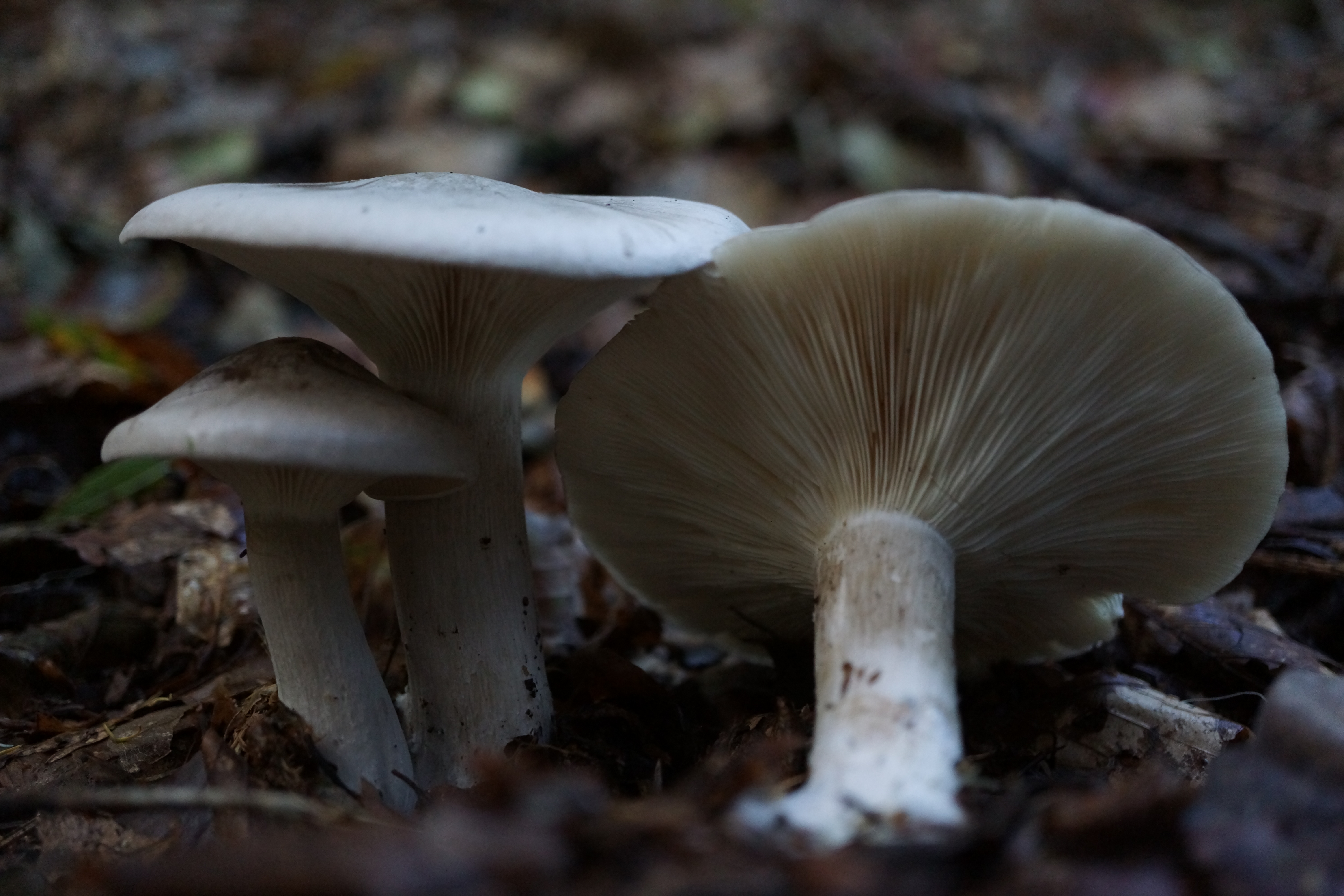
Clitocybe nebularis
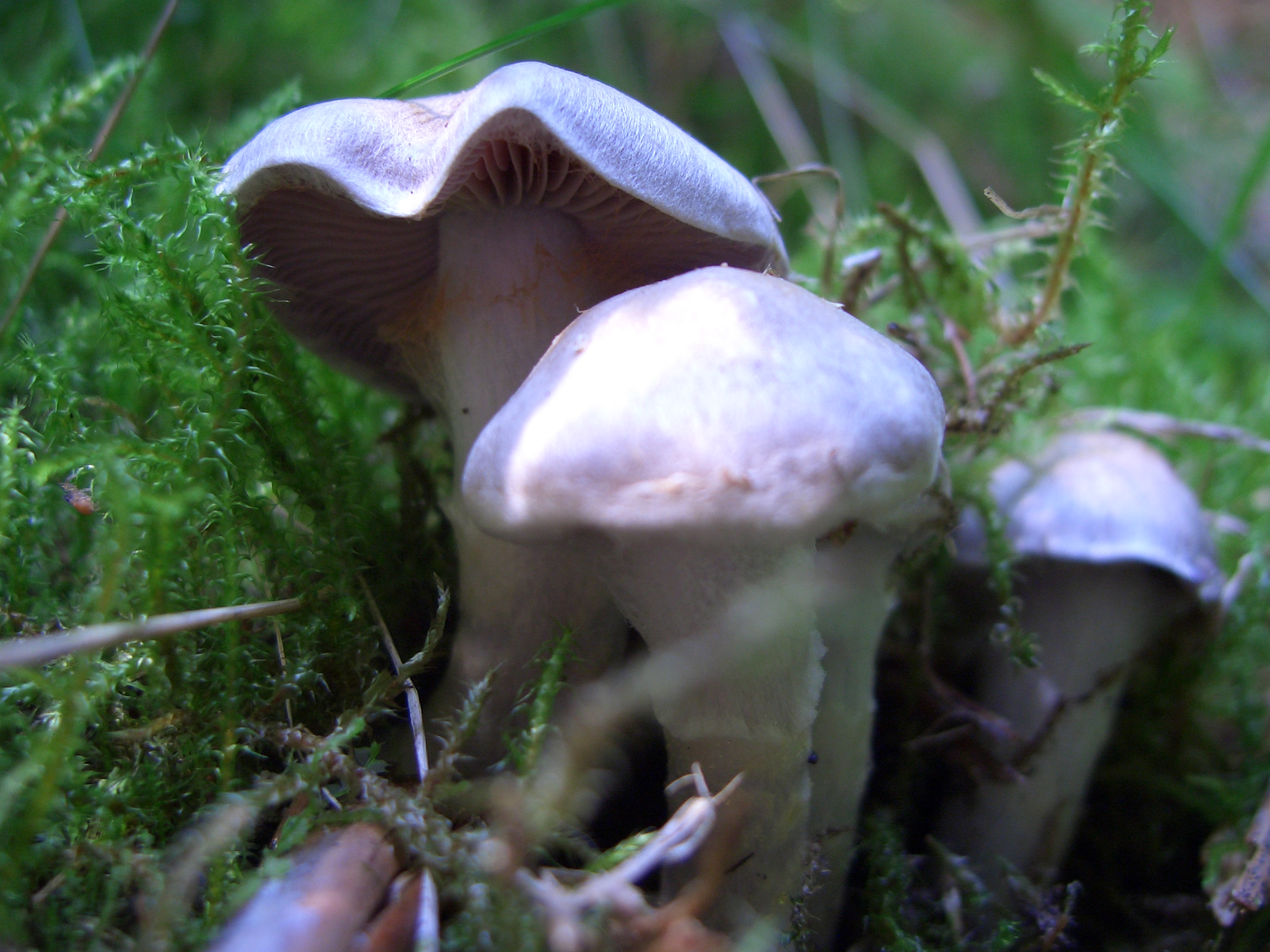
!Cortinarius-alboviolaceus!
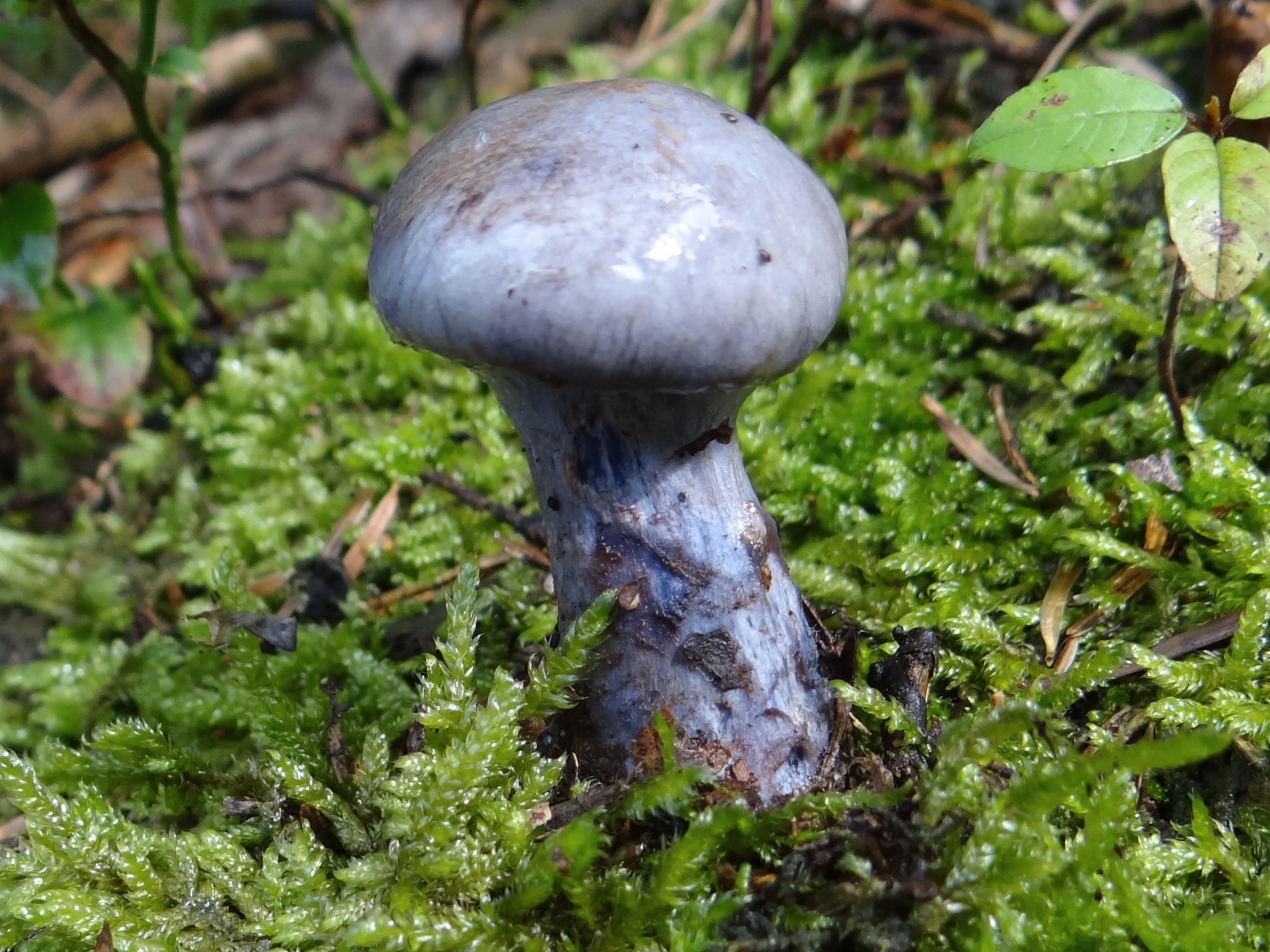
!Cortinarius caerulescens!
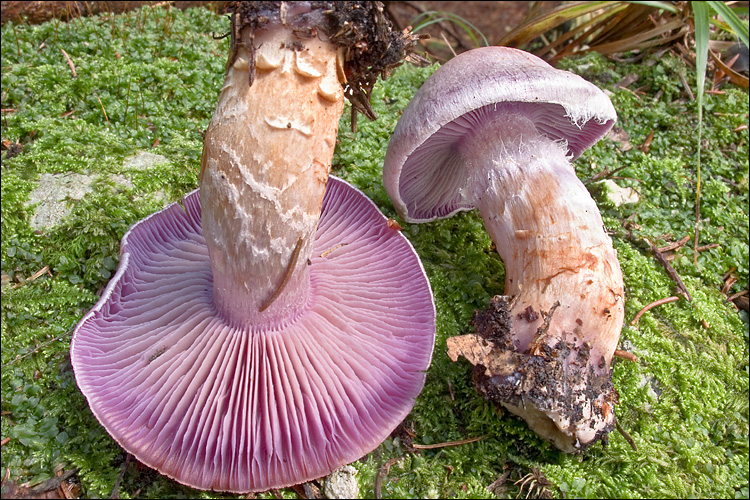
!Cortinarius camphoratus!
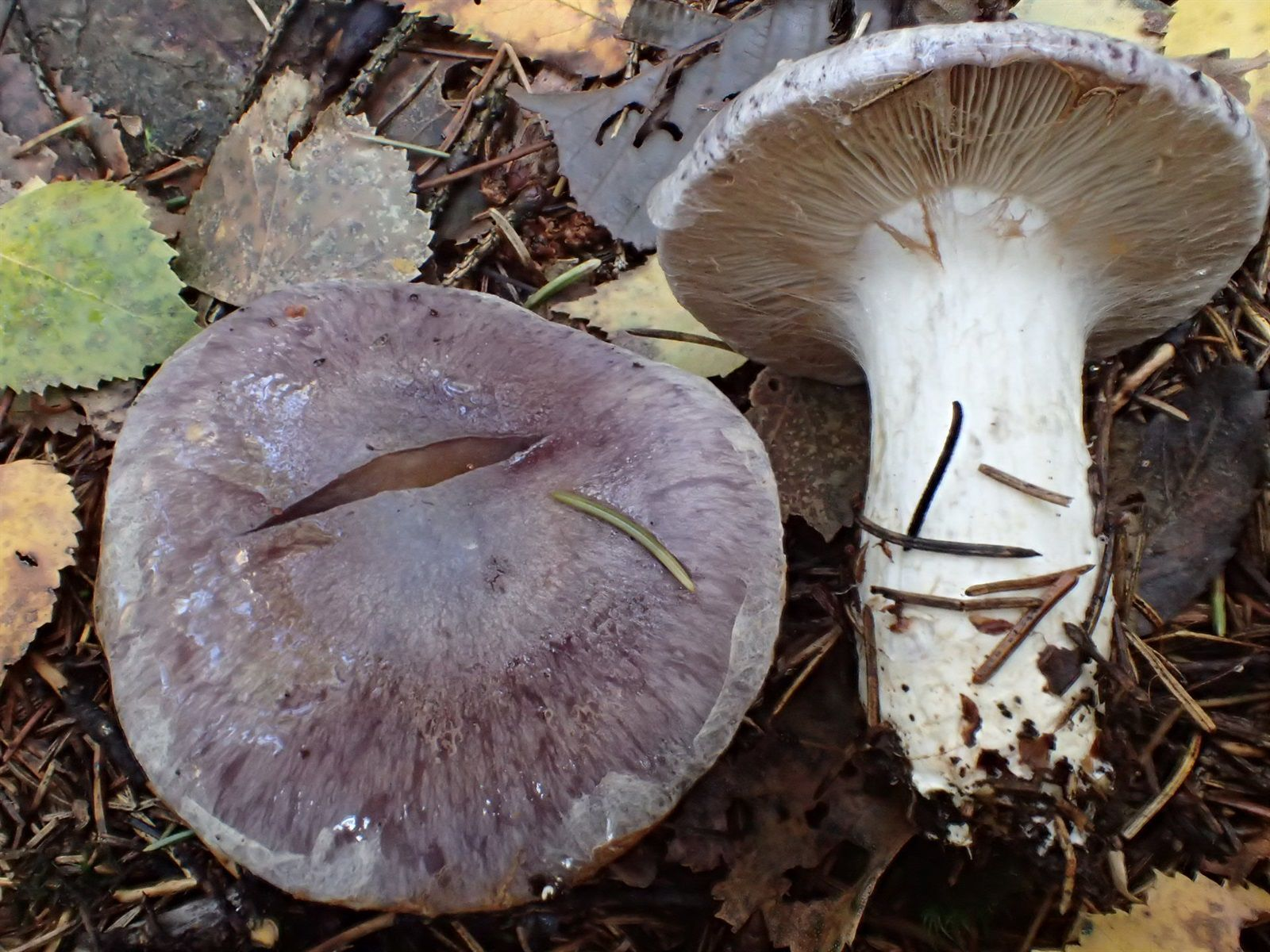
Cortinarius cumatilis
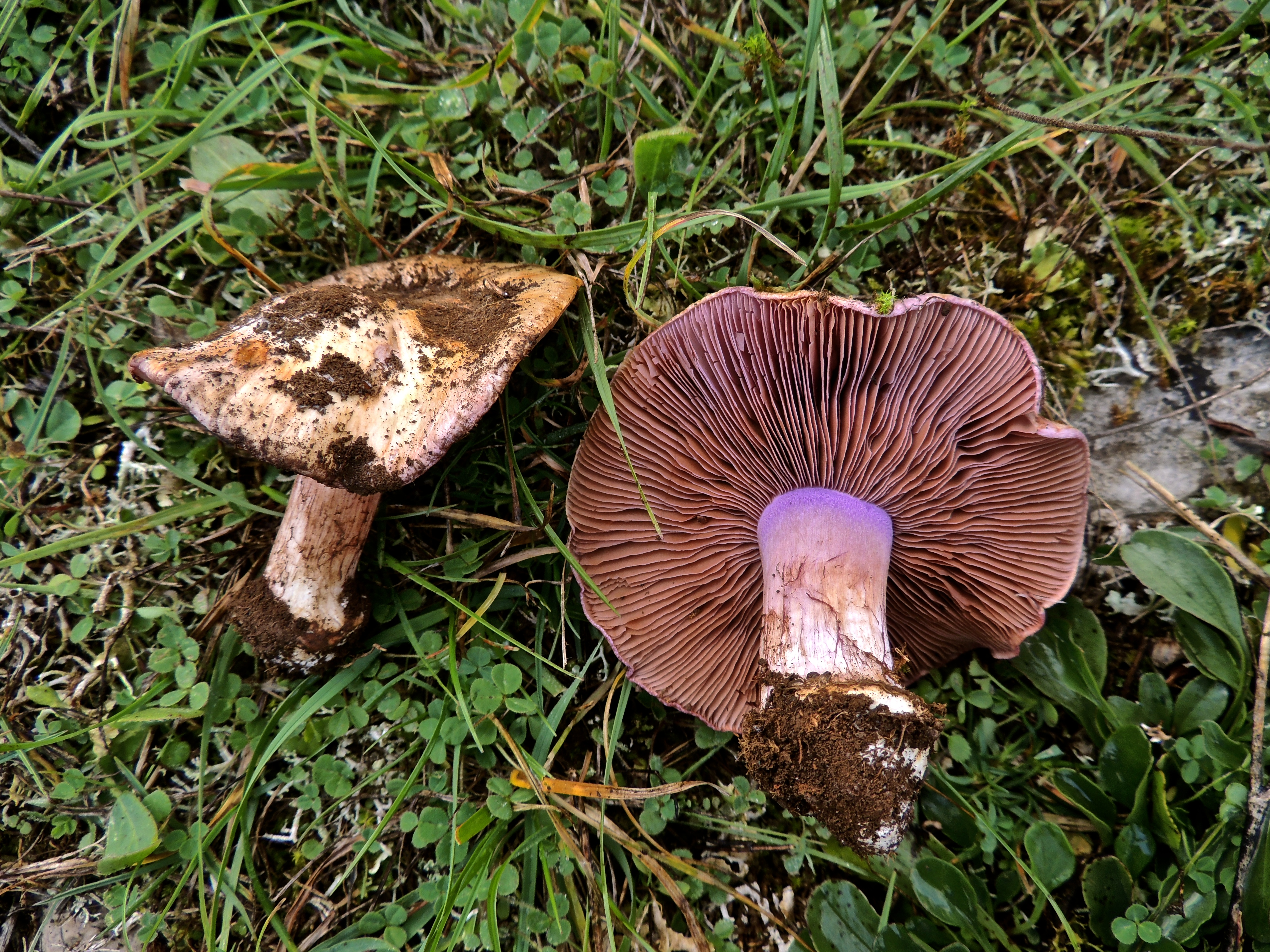
!Cortinarius dibaphus!
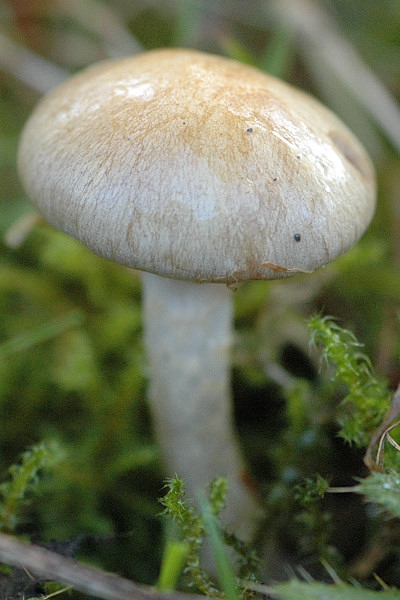
Cortinarius epipoleus

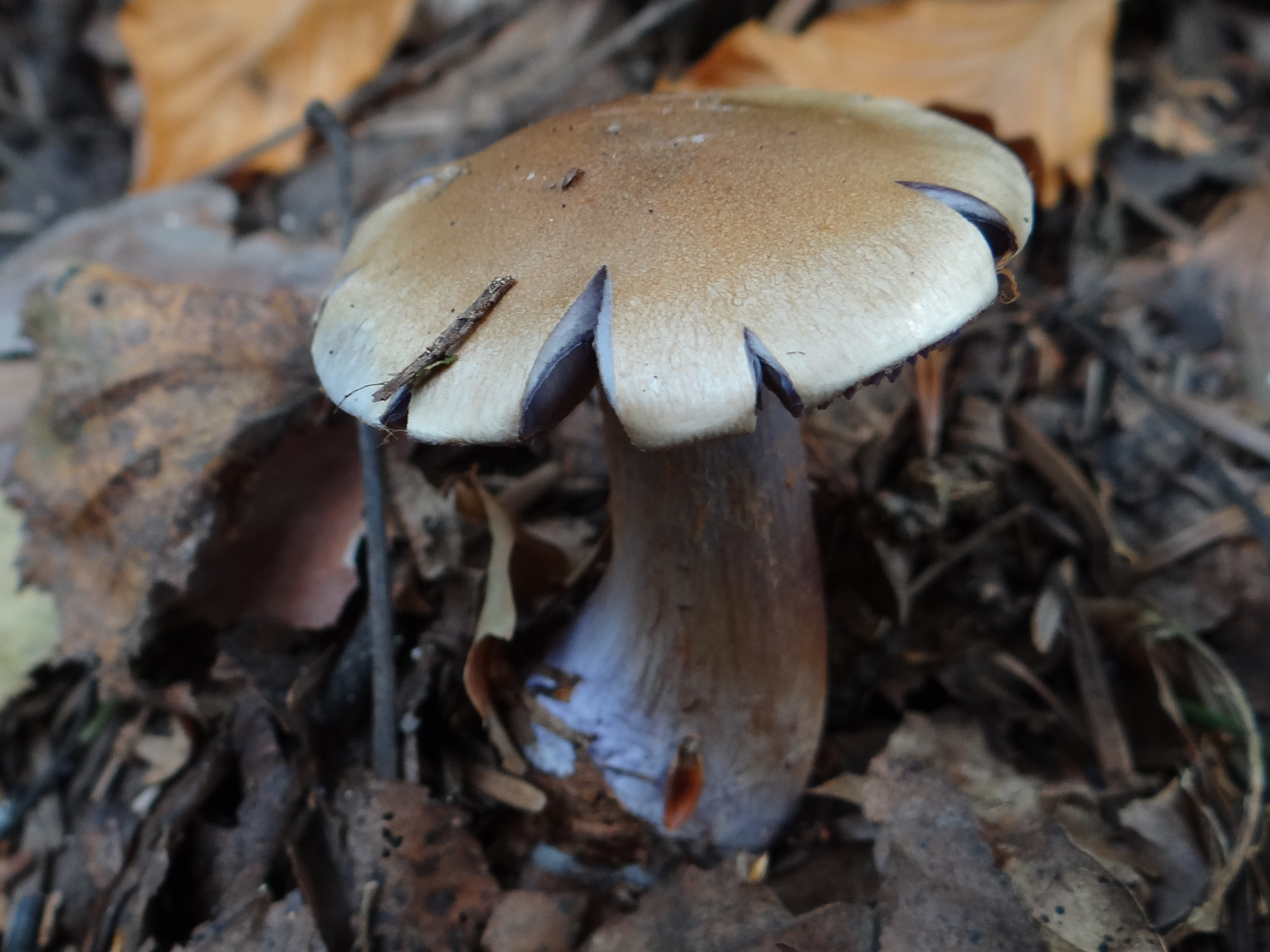
Cortinarius glaucopus
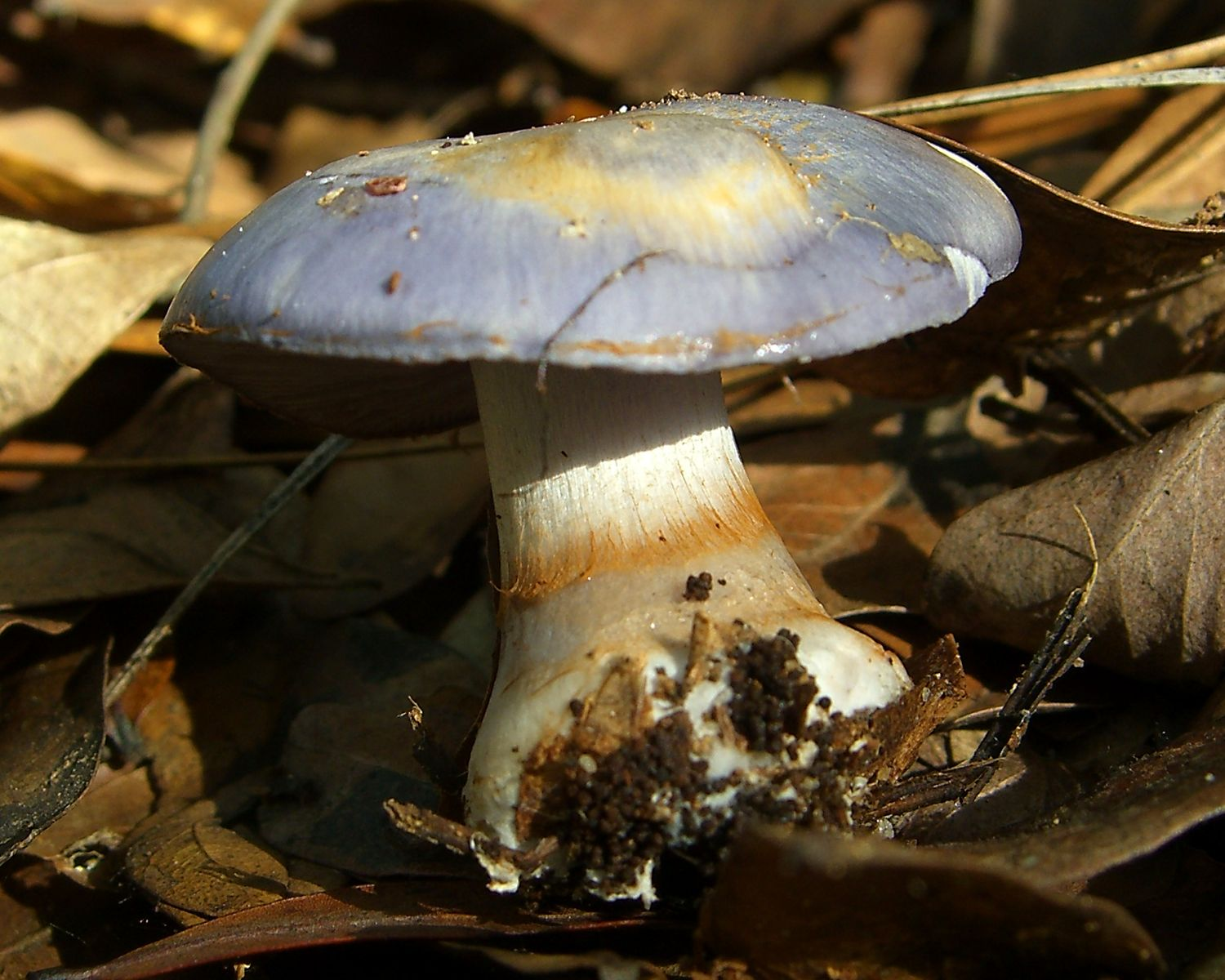
Cortinarius iodes
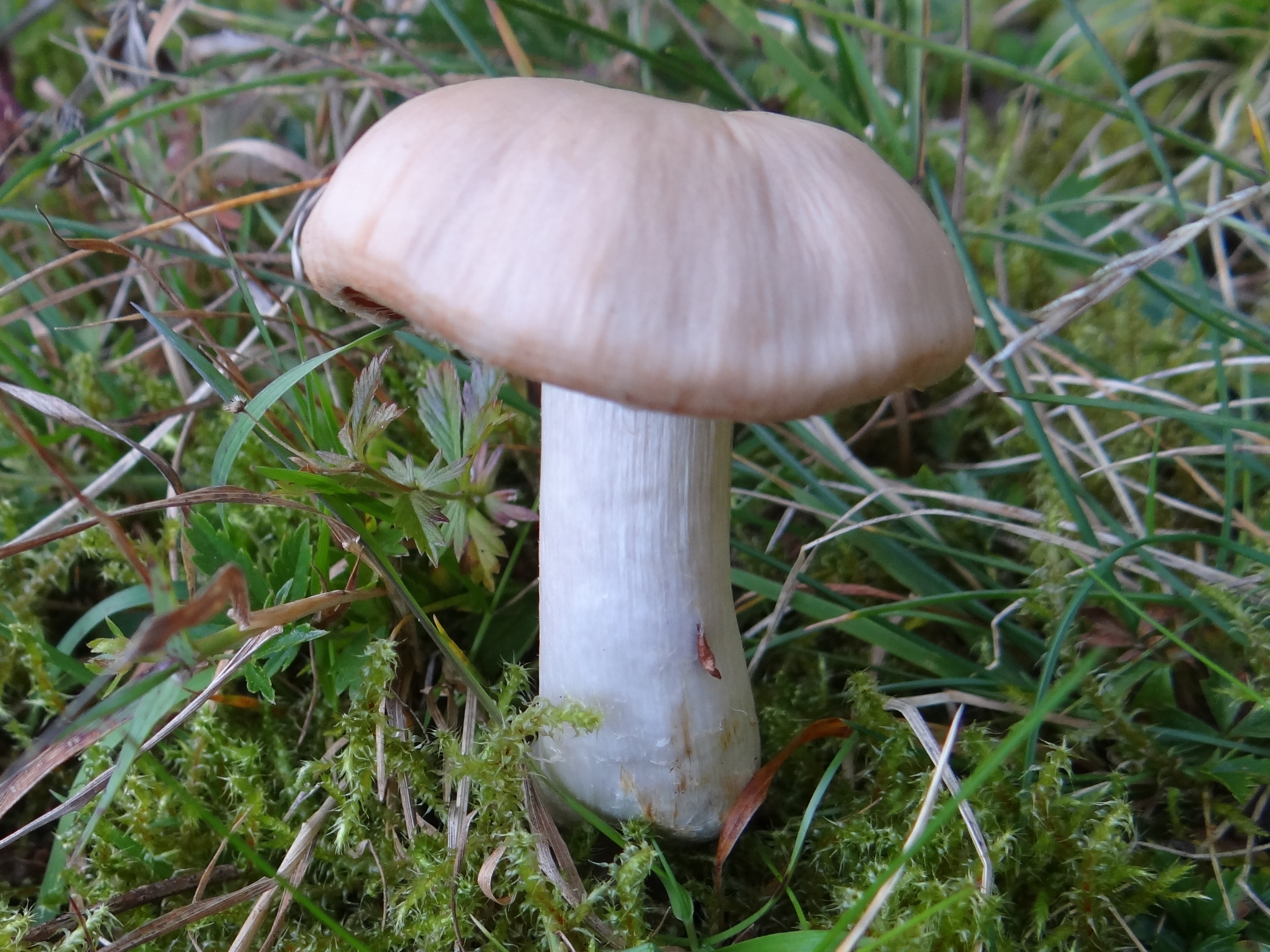
!Cortinarius malachius!
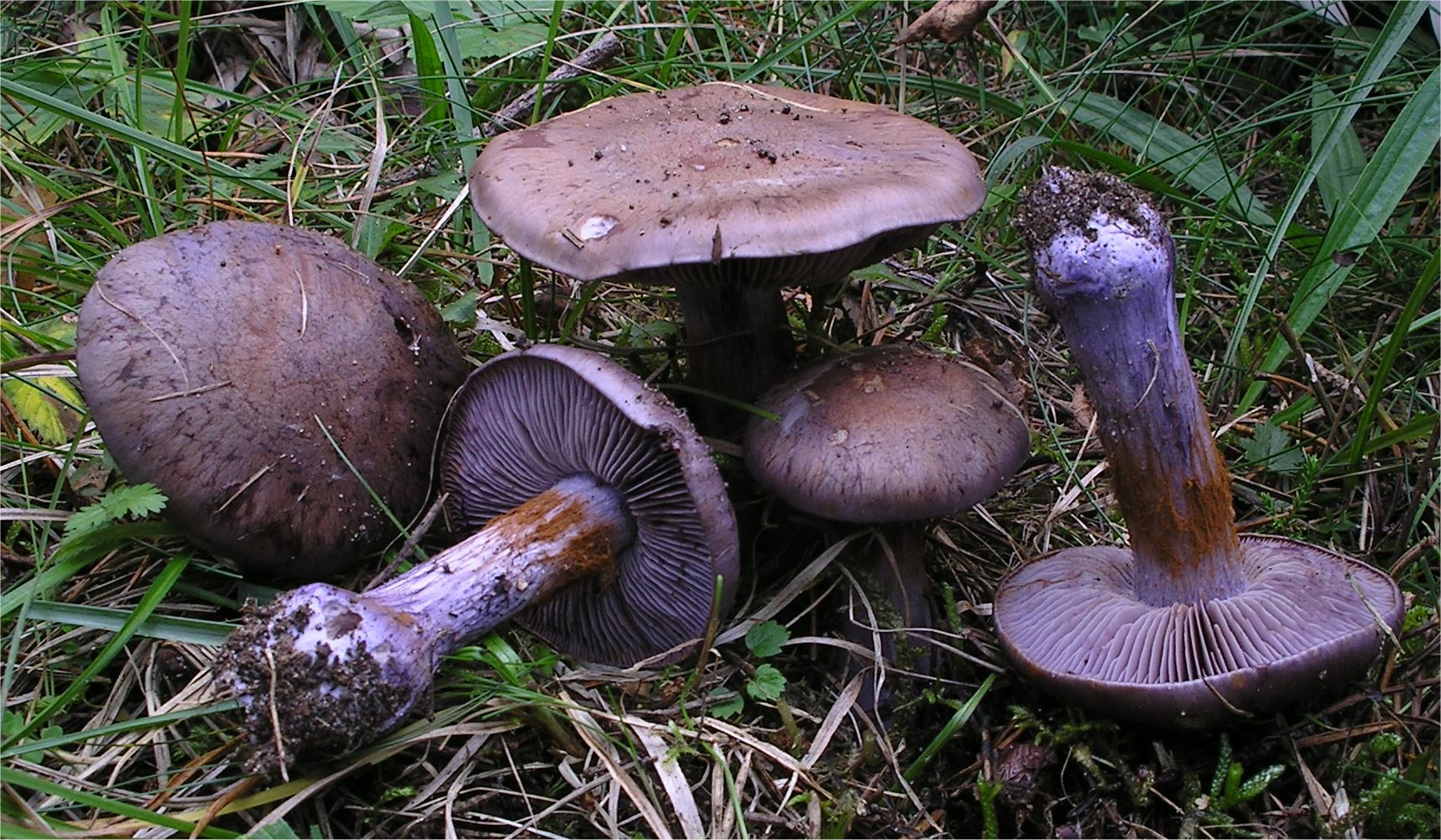
Cortinarius purpurascens
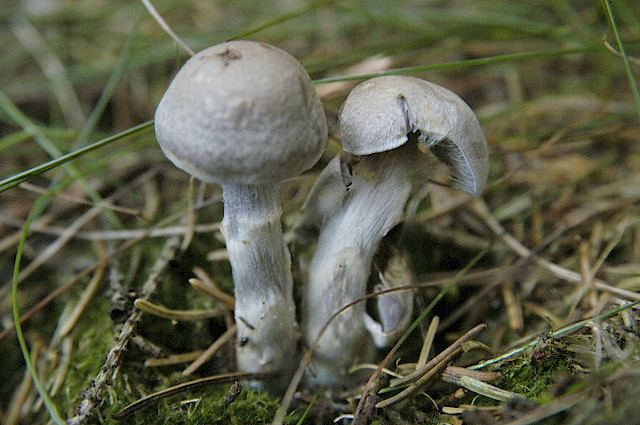
Cortinarius salor
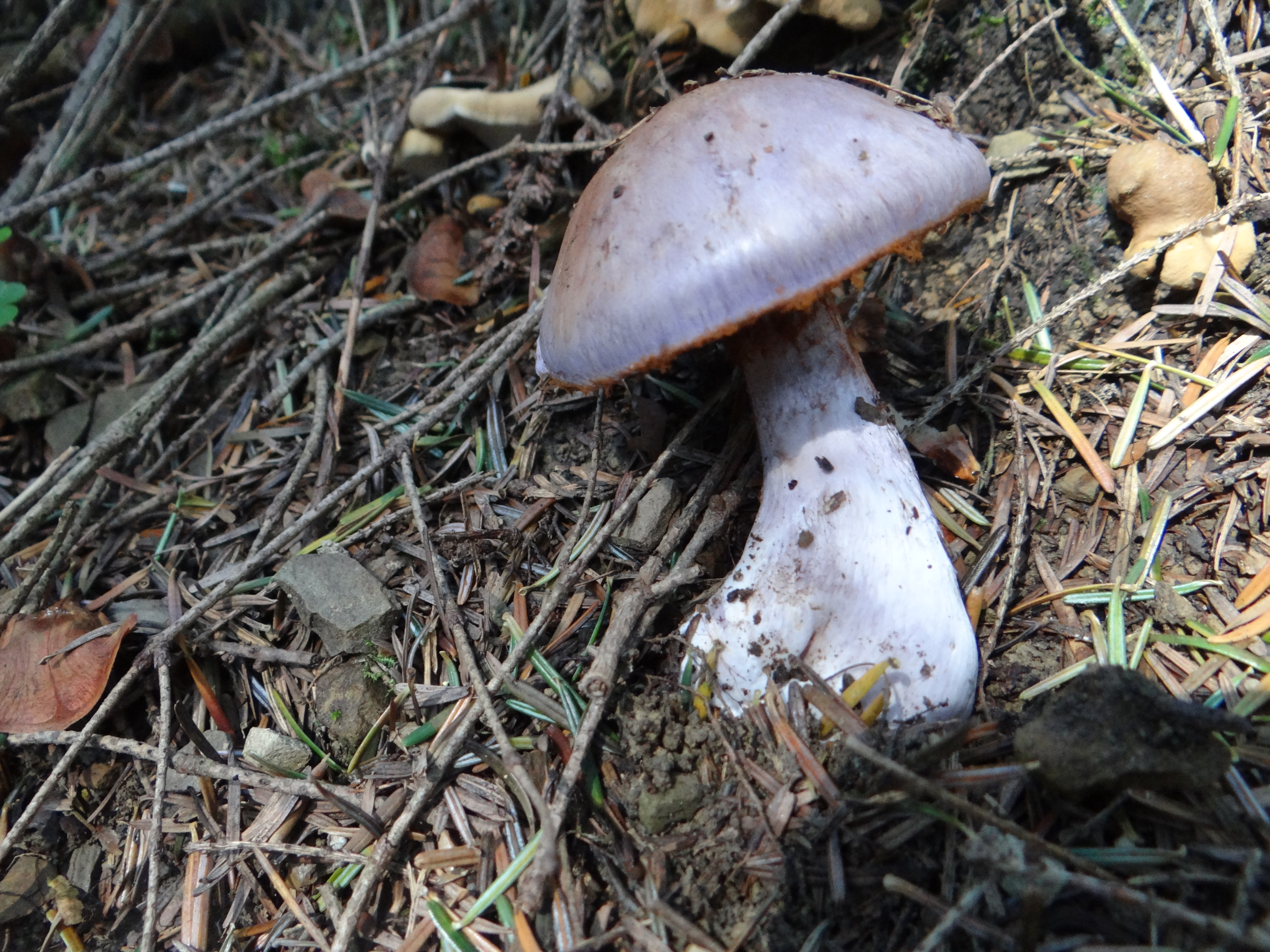
!!Cortinarius traganus!!
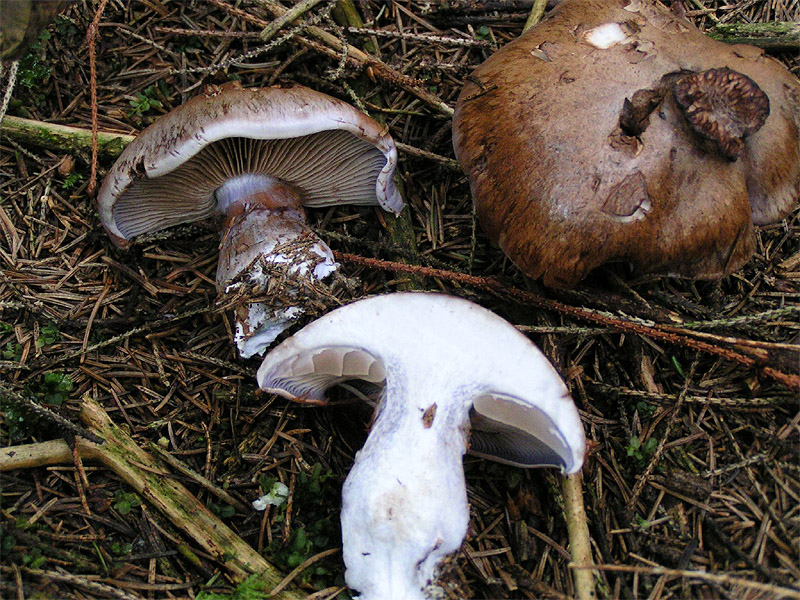
!Cortinarius variicolor!

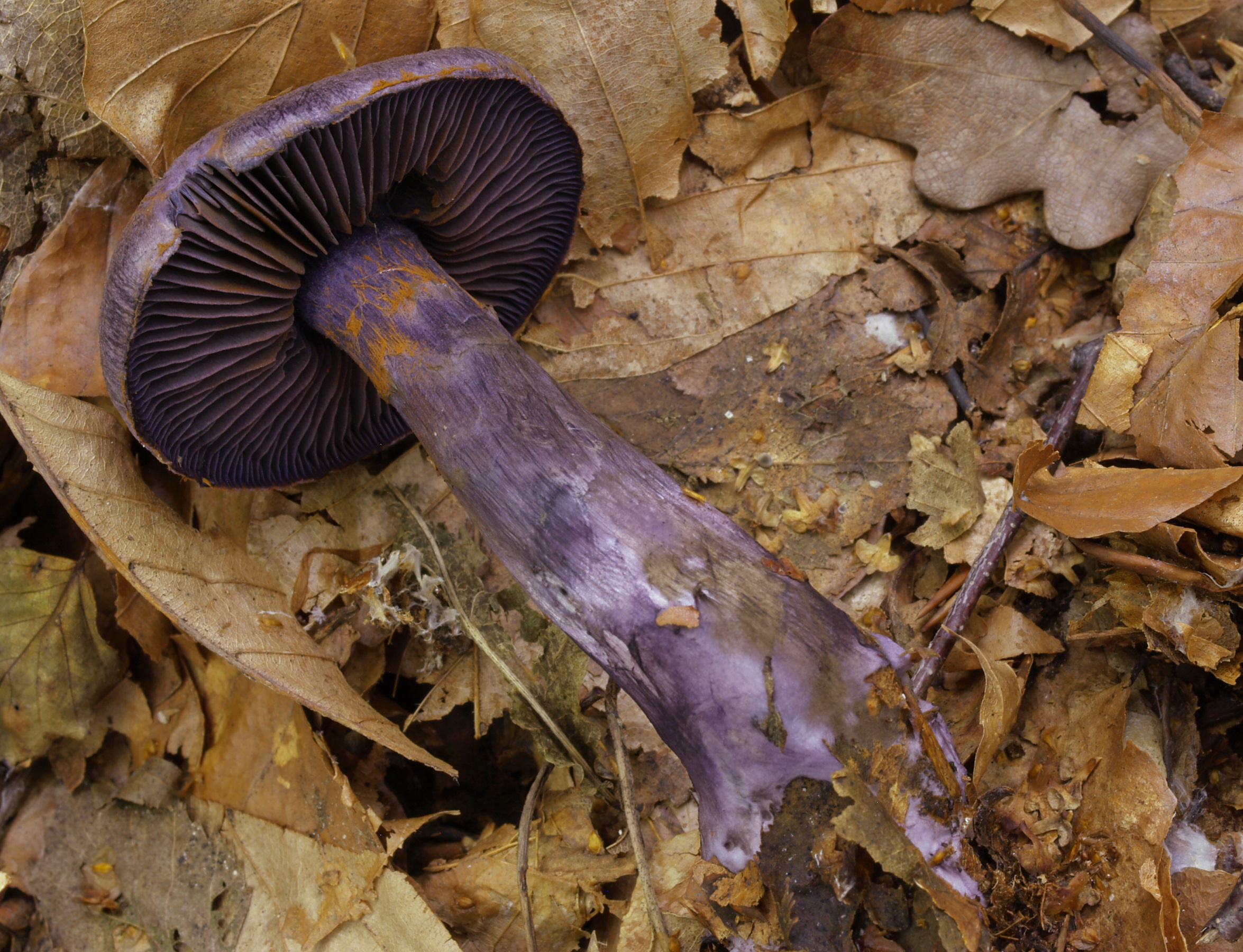
Cortinarius violaceus
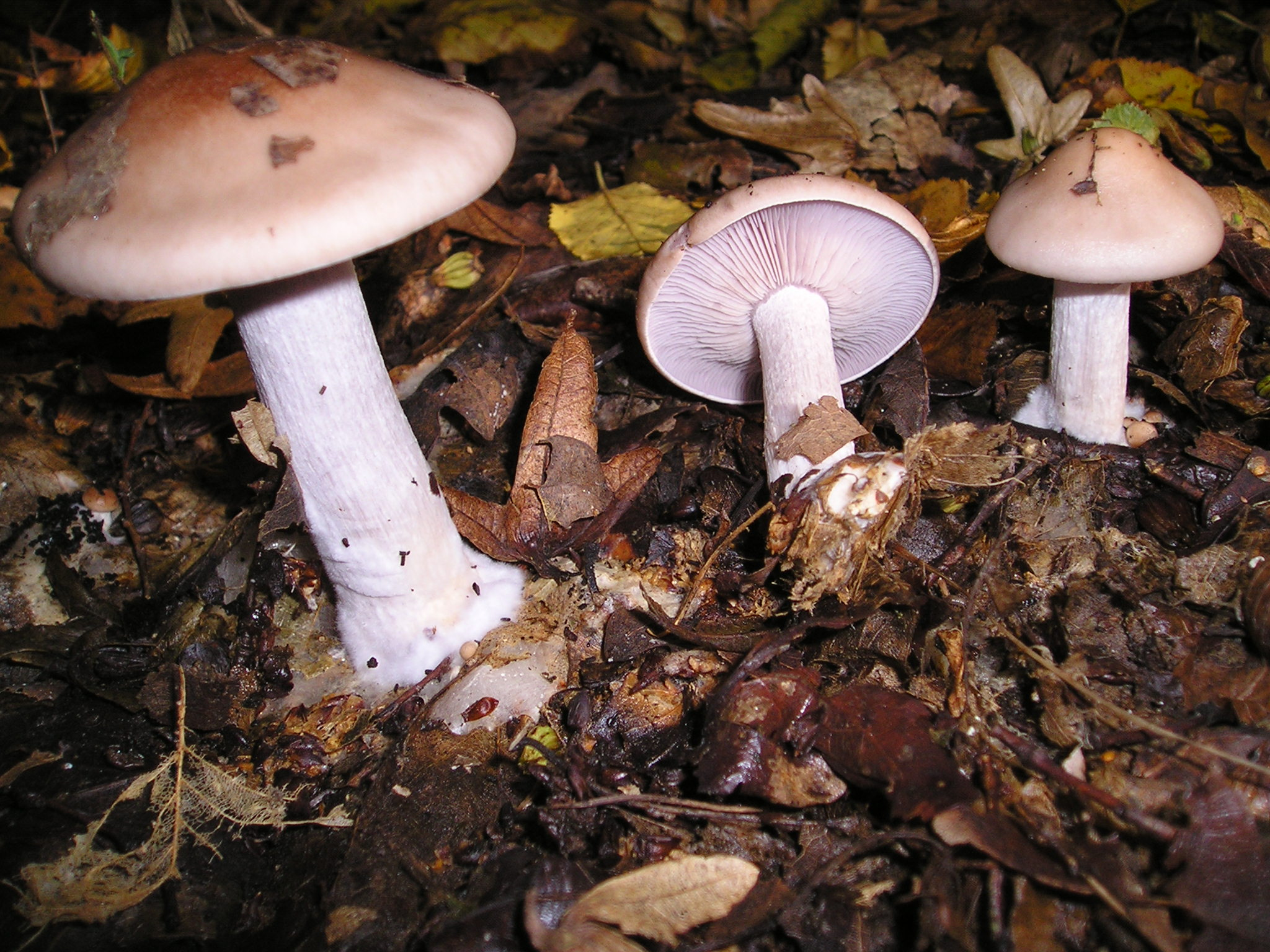
Lepista glaucocana
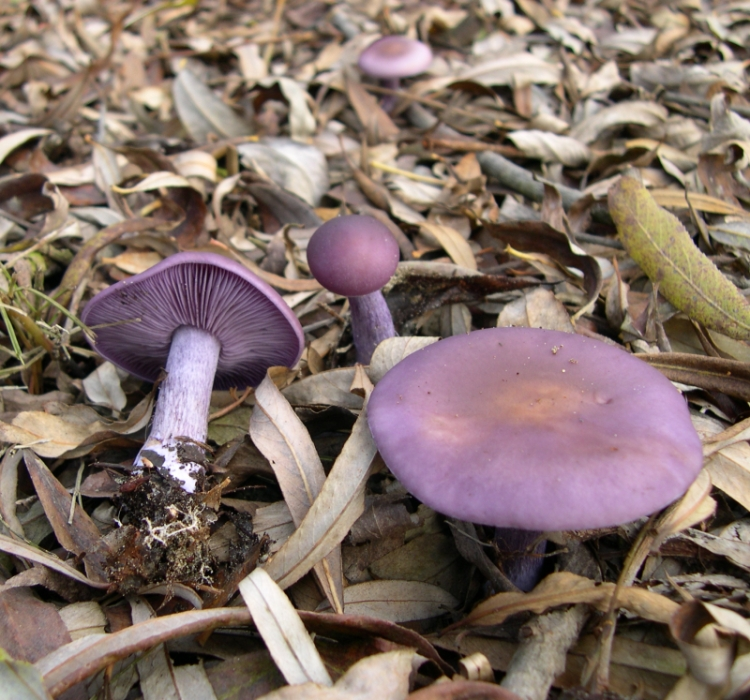
Lepista nuda
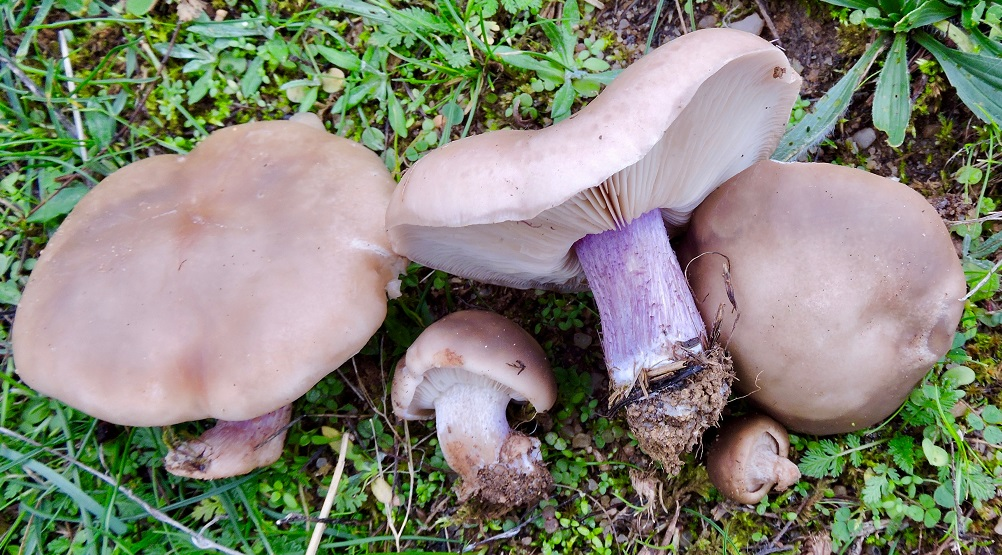
Lepista personata
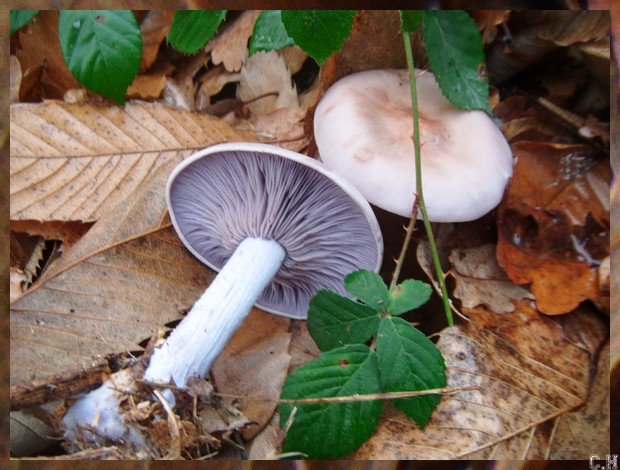
Lepista sordida

## Valorificare
Cortinarius cyanites nu este comestibil din cauza gustului amar.